# Rex Rebel
Rex Rebel est un groupe de musique belge fondé par Sam Bettens (K's Choice), Reinout Swinnen et Wim Van der Westen.

## Biographie
À la suite d'un concert de K's Choice à Montpellier en 2017, Sam évoque avec Reinout et Sam son envie de faire un nouveau genre de musique. L'idée mûrit dans la tête de chacun et en 2019, il sort leur premier single "big shot" fin 2019.
Le 28 février 2020, le groupe sort son premier album Run , dont le premier extrait est Big Shot. Une tournée de promotion est alors démarrée mais elle doit être rapidement stoppée en raison la pandémie mondiale du Coronavirus.Le groupe entreprend alors de faire des versions "confinement" de plusieurs titres de leur album,,. 

## Membres
- Sam Bettens (Chant, basse, guitare)
- Reinout Swinnen (Clavier)
- Wim Van der Westen (Percussions)